# Boulevard Montmartre (målning)
Boulevard Montmartre är en serie oljemålningar av den franske konstnären Camille Pissarro från 1897. Den omfattar 14 verk och föreställer Boulevard Montmartre i Paris under olika väder- och ljusförhållanden. Målningarna är spridda över världen och finns utställda på flera av världens största museer såsom Metropolitan Museum of Art i New York och Eremitaget i Sankt Petersburg.
Pissarro var mest känd för sina flimrande impressionistiska landskapsmålningar från Pontoise och Éragny-sur-Epte, två lantliga orter nordväst om Paris där han var boende under större delen av sitt verksamma liv. Under 1890-talet drabbades han av en ögoninfektion som gjorde att han fick allt svårare att måla utomhus. På förslag från konsthandlaren Paul Durand-Ruel beslöt han att övergå till stadsbildsmåleri. Lösningen blev att Pissarro hyrde hotellrum i olika städer där han från en hög höjd kunde avbilda stadslivet. Förutom Paris avmålade han Rouen och Le Havre på detta vis.
Från januari till april 1897 var han bosatt på Grand Hôtel de Russie på 1 Rue Drouot i Paris nionde arrondissement. Från hotellrummet hade han god utsikt över Paris pulserande gatuliv. Till vänster såg han Boulevard Montmartre, som han avbildade i 14 målningar, och till höger såg han Boulevard des Italiens, som han avbildade i ytterligare två målningar. I nattbilden, som är utställd på National Gallery, syns de elektriska gatlyktorna vilket var en relativt nytt inslag i Paris gatubild. Versionerna på Kunst Museum Winterthur och Fogg Museum visar Boulevard Montmartre en karnevaldag i mars med luften fylld av konfetti (Mardi Gras).  
Målningarna är gjorda med kraftiga penseldrag; Pissarro hade vid denna tidpunkt övergett Georges Seurats pointillistiska stil som han tillämpade en period några år tidigare. Han inspirerades av Claude Monets framgång med serien av Höstackar (1888–1891). På samma sätt som Monet målade höstackar målade Pissarro Boulevard Montmartre i solsken, gråväder, regn och snö samt vid olika tidpunkter på dagen – morgon, eftermiddag, skymning och natt. 
Le Boulevard de Montmartre, Matinée de Printemps var ett så kallat nazistisk stöldkonst. Målningen var i den tysk-judiske entreprenören och konstsamlaren Max Silberbergs (1878–1942) ägo från 1923 till 1935 då nazisterna tvingade honom att sälja verket till underpris. Den restituerades till Silberbergs familj år 2000 och lånades tillfälligt ut till Israel Museum. 2014 såldes den på Sotheby's auktionsbyrå för 19 682 500 brittiska pund.

## Urval målningar i serien
| Image | Namn                                                          | Museum                       | Stad                | Storlek (cm) |
| ----- | ------------------------------------------------------------- | ---------------------------- | ------------------- | ------------ |
|       | The Boulevard Montmartre on a Winter Morning                  | Metropolitan Museum of Art   | New York            | 65 × 81      |
|       | Boulevard Montmartre, soleil levant                           | Privat ägo                   |                     | 54 × 65      |
|       | Boulevard Montmartre, Mardi Gras                              | Hammer Museum                | Los Angeles         | 65 × 81      |
|       | Boulevard Montmartre, Mardi Gras, au coucher du soleil        | Kunst Museum Winterthur      | Winterthur, Schweiz | 54 × 65      |
|       | Boulevard Montmartre, soleil après-midi                       | Eremitaget                   | Sankt Petersburg    | 74 × 93      |
|       | Boulevard Montmartre, matin, temps gris                       | National Gallery of Victoria | Melbourne           | 73 × 92      |
|       | The Boulevard Montmartre at Night                             | National Gallery             | London              | 53 × 65      |
|       | La Mi-Careme sur les Boulevards, Mardi Gras on the Boulevards | Fogg Museum                  | Boston              | 65,5 × 81    |
|       | Le Boulevard de Montmartre, Matinée de Printemps              | Privat ägo                   |                     | 65 × 81      |
|       | Le Boulevard de Montmartre, Matinée de Printemps              | National Gallery of Art      | Washington D.C.     | 73 × 91      |